# Goczałkowice-Zdrój
Goczałkowice-Zdrój (in tedesco Bad Gottschalkowitz) è un comune rurale polacco del distretto di Pszczyna, nel voivodato della Slesia.
Ricopre una superficie di 48,64 km² e nel 2006 contava 6 245 abitanti.